# Krakatit
Krakatit è un film del 1948 diretto da Otakar Vávra; è una pellicola di fantascienza gialla cecoslovacca basata sul romanzo omonimo di Karel Čapek del 1922. Il film vede Karel Höger nel ruolo di uno scienziato chimico in preda al delirio e al rammarico per avere inventato un potentissimo esplosivo. Il nome deriva dal vulcano Krakatoa. È considerato uno dei primi film ad avere messo seriamente in guardia sui pericoli della guerra atomica.
A trent'anni di distanza lo stesso regista Otakar Vávra ne diresse un rifacimento del 1979 dal titolo Cerne slunce (o Temné slunce).

## Trama
Dopo un'esplosione accidentale in laboratorio, il suo inventore cade e si riprende da allucinazioni oniriche, rendendosi conto di aver dato la formula di un terribile esplosivo a uno dei suoi colleghi, cercherà di fermarlo prima che sia troppo tardi.

## Distribuzione
Il film esordì in Cecoslovacchia il 9 aprile 1948. Nel 1951 fu distribuito negli Stati Uniti da Artkino Pictures.

## Accoglienza e critica
Alla sua uscita negli Stati Uniti nel 1951, sul New York Times il film fu definito "un'orazione stridente per la pace e contro la fissione nucleare distruttiva, ma è fondamentalmente un dramma appannato e incerto". Il critico lodò le interpretazioni di Höger, Marly, Tanska e Linkers, ma aveva l'impressione che "nonostante gli adeguati sottotitoli in inglese, il resto del cast si muove attraverso il mondo di sogno dello scienziato come i robot inventati da Čapek in R.U.R. Non possono tuttavia essere biasimati del fatto che Krakatit è minato da un eccesso di simbolismo."
Fantafilm scrive che "volutamente condotto sul binario del dubbio, il film lascia allo spettatore decidere se il racconto del protagonista è vero o soltanto la farneticazione di un moribondo. Figure ambigue di donne fatali, personaggi emblematici [...], scenografie da sogno [...] sottolineano l'intento allegorico di un racconto sulla liceità della scienza e profetizzano, con la forza della fantasia, il dramma imminente dell'era atomica."